# Crassula bardspoortensis
Crassula bardspoortensis är en fetbladsväxtart som beskrevs av Van Jaarsveld. Crassula bardspoortensis ingår i släktet krassulor, och familjen fetbladsväxter. Inga underarter finns listade i Catalogue of Life.